# Ardisia rosea
Ardisia rosea är en viveväxtart som beskrevs av George King och Gamble. Ardisia rosea ingår i släktet Ardisia och familjen viveväxter. Inga underarter finns listade i Catalogue of Life.